# Фигурки из Велестино
Фигурки из Велестино (велестинская коллекция, Велестинский клад, англ. Velestino Hoard, Фессалийские древности из Велестино) — набор бронзовых и свинцовых фигурок, найденных около греческого населённого пункта Велестино в Фессалии (Греция), которые предположительно датируются VI—IX веками и имеют культово-религиозный характер. По мнению ряда исследователей, некоторые фигурки изображают славянских языческих богов. Другие считают фигурки свидетельством христианизации славян на территории Византийской империи.

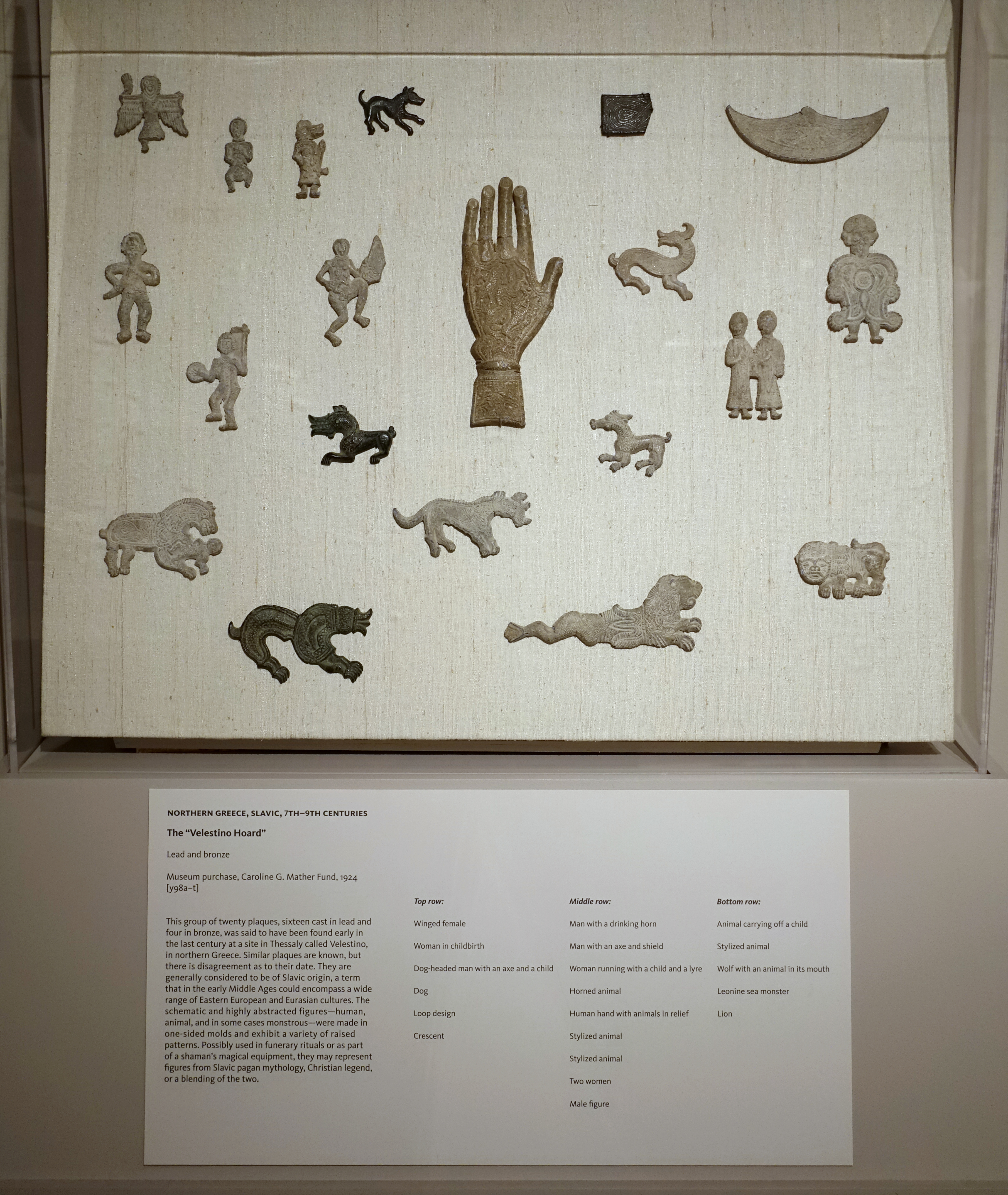
Часть Велестинского клада в университете Принстона

## Находка фигурок, судьба и публикация коллекции
Фигурки найдены в начале 1920-х годов (более широкая датировка находки — первая половина XX века) в районе греческого населённого пункта Велестино (ранее — село, сейчас центр муниципалитета), предположительно у горы Кара-Даг. Впервые о находке упоминает в своём письме Роберто Парибени в августе 1924 года. В том же году 19 фигурок на афинском антикварном рынке покупает Frank Jewett Mather для Принстонского университета (США). 
36 фигурок приобрёл поэт и коллекционер Шарль Вигнер, впервые опубликовав фотографии 21 фигурки. Публикацию этой же коллекции из 21 фигурки осуществил в 1952 году немецкий исследователь Йоахим Вернер. В России публикация коллекции не производилась. С ней русскоязычные читатели знакомы по иллюстрации в книге В. В. Седова, переведённым публикациям Н. Чаусидиса и статьям украинского русскоязычного писателя и историка Д. М. Дудко. Но именно за этой коллекцией в российской науке изначально закрепилось название Велестинского клада. 
Одну из фигурок Вигнер продал, судьба оставшейся его коллекции неизвестна.
Ещё одна часть фигурок, а также две фигурки из Принстона, были опубликованы Carlo Cecchelli в 1953 году.  В данном наборе фигурок есть уникальные, не публиковавшиеся в других изданиях.
Сейчас часть фигурок хранится в музее искусства Принстонского университета (США) под названием Velestino Hoard, изображения вещей доступны на сайте музея. Помимо 12 ранее публиковавшихся Вернером велестинских фигурок в состав клада включены несколько неопубликованных артефактов («Женщина в родах», «Собакоголовый человек с топором и ребёнком», «Собака», двойная фигурка «Две женщины» и «Мужчина с рогом для питья»), металлическая рука с рельефом, пластина со спиральным рельефом и пластина в форме полумесяца с композицией, в центре которой помещён крест с расходящимися концами. 
Две фигурки куплены в 1979 году музеем искусств Кливленда (США).
Фотография одной из бронзовых фигурок ("дикой кошки") размещена в онлайн-коллекции Британского музея (Registration number: 1989,0110.1), а в аннотации к ней сказано о её приобретении на аукционе Сотбис в 1989 году. 
В 1990-е годы и в 2005 году на антикварном рынке были проданы фигурки и вещи, похожие на велестинские. Часть из них находится в частных коллекциях, часть - в музейных фондах.
Всего в каталоге Курты и Шмониевского 2019 года учтено 88 артефактов, которые авторы исследования предлагают называть более обобщённо "Фессалийскими древностями" из Велестино ("Thessalian antiquities” from Velestino).

## Подлинность фигурок
Сложность и уникальность ряда изображений из Велестинского клада сразу вызвала сомнения в его подлинности, в частности со стороны М. И. Ростовцева, а в дальнейшем этот комплекс попал в дважды переизданный каталог знаменитых подделок О. Курца. Однако, Ростовцев и другие критики подлинности коллекции не были знакомы с самими фигурками, изучая их по фотографиям.
В дальнейшем на смену гиперскептицизму в отношении его подлинности пришло её безоговорочное признание.
Однако запутанная судьба фигурок, их количество, а также сильные стилевые различия внутри коллекции на современном этапе вновь породили сомнения в их подлинности.
Ф.Курта и Б.Шмониевский в 2019 году сделали вывод о подлинности фигурок и привели дополнительные аргументы в её пользу: это итоги спектрогафического анализа металла ряда фигурок, исключающие их подделку, и техника изготовления фигурок методом "утраченного текстиля", при которой на обратной стороне фигурок остаётся отпечаток ткани. Эта техника отмечена для фигурок в разных коллекциях.  

## Датировка и культурная атрибуция коллекции
Изучавший велестинскую коллекцию Й. Вернер датировал её VII в. и отнес к единому культурному стилю, который объединяет эти находки с антскими пальчатыми фибулами и фигурками из мартыновского клада. Он считал, что фигурки принадлежат культуре славянского племени велегезитов, расселившегося в Фессалии в этот период. Й. Вернера поддержали Н. Чаусидис и российский археолог В. В. Седов. В. В. Седов отнёс фигурки к «находкам антских типов» и связал их с заселением Балкан славянами из Среднего Подунавья в VI—VII веках. Современный российский историк С. В. Алексеев назвал коллекцию ярчайшим памятником зарождающегося южнославянского искусства, оставленным славянами, создавшими «мартыновскую» культуру.
Исследователи Британского музея датируют фигурки концом VI — началом VII века и указывают помимо возможной славянской атрибуции на культуру степных кочевников (авары?) и византийских мастеров.
А. К. Амброз вводил мартыновские фигурки в круг древностей второй половины VI—VII вв. Ближайшие аналоги им найдены на Северном Кавказе близ станицы Преградная на р. Уруп. В связи с этим многие авторы склонны связывать «мартыновскую» культуру с кочевниками Восточной Европы. Сам А. К. Амброз связывал происхождение традиции, характерной для фигурок львов, с византийскими городами в Крыму.
Российский археолог О. А. Щеглова, продолжая исследования мартыновского клада Г. В. Корзухиной и А. К. Амброзом, на основе новейших данных, каталогизации и типологизации находок показала, что фигурки мартыновского типа относятся к «древностям антов», достаточно распространённым в Среднем Поднепровье в VII в. «какого бы происхождения они ни были».
Практически все исследователи отмечают, что фигурки коллекции находятся под влиянием местного, балканского, уходящего глубокими корнями в позднеантичное и фракийское, искусства. 
Вместе с тем, аналоги изображений из велестинской коллекции помимо Мартыновки и Преградной найдены в Трубчевском кладе VII века (Брянская область, Россия), в с. Скибинцы (Украина), в Подунавье (как элементы аварских поясных наборов и блях), в Хорватии, в Черкасской области Украины, в Хитцах (Украина, ошибочно находка была отнесена к Московской области), а также в Нюдаме (в Ютландии). 
Н. Чаусидис связывает иконографию ряда фигурок также с пальчатыми и антропоморфными «антскими» фибулами, скифскими и иранскими изображениями богов.
Польский археолог Б. Ш. Шмониевский разделил все фигурки мартыновского типа на три группы: собственно тип Мартыновка, тип Фелнак-Комунта (северокавказская группа, наиболее ранняя по М. М. Казанскому) и тип Велестино. Северокавказский тип фигурок зафиксирован также в захоронениях культуры рязано-окских могильников. Особый тип фигурок был распространён в Поволжье (Новобиккино и Кузебаевский клад).
Предварительно к велестинскому типу фигурок О. А. Щеглова отнесла ряд находок из Хорватии, Среднего Подунавья и Черниговщины. 
Ф. Курта и Б. Шмониевский в 2019 году наиболее близкими к велестинским назвали находки фигурок и изделий в Бискупие и Читлук. Авторы исследования попытались увязать "мартыновский" стиль ряда фигурок, датируя сам стиль первыми тремя четвертями VII века, и христианскую направленность ряда фигурок и символов, которые являются terminus post quem для всей коллекции, выполненной в одинаковой технике металлообработки. Датируя коллекцию десятилетиями около 700 года они связывают её появление со славянской знатью, ставшей частью византийской системы управления. В частности, предполагается, что архонт велегизитов и спафарий императора Тихомир в начале VIII века мог пригласить мастеров для создания коллекции. Они также называют архонта Эллады Петра VIII века как пример христианизирующейся знати славян.  
На сайте музея искусства Принстонского университета указана широкая датировка фигурок - VII-IX века.

## Тип и назначение фигурок
Фигурки из Велестино отлиты из бронзы и свинца. По типу представляют из себя односторонний слабый рельеф с нанесённым на него орнаментальным рисунком. Размер фигурок от 4 до 14 сантиметров (бронзовая рука - 20 см.). Изображения животных и людей выполнены в реалистической манере, однако практически все фигурки имеют стилистические и символические элементы. 
О.Щеглова считает, что часть фигур изготовлена литьем по восковой модели в двустороннюю разъёмную глиняную форму, некоторые, возможно, имели в качестве исходного негатив, вырезанный в каменной форме. Курта и Шмониевский отмечают, что некоторые фигурки имеют на обратной стороне отпечаток ткани, что говорит о технике утраченного воска или текстиля, которая ранее всего в Европе засвидетельствована на вещах Гапоновского клада конца VII века, а также на коллекции из Бискупие VIII века.  
Автор фигурок не был новатором, его более или менее сложные изображения достаточно неуклюжи и представляют собой компиляцию заимствованных деталей и мотивов, но большое число уникальных фигурок, изображающих более нигде не встреченных персонажей, выводит его за рамки обычного.
Не отмечено каких-либо приспособлений (отверстий) для крепления фигурок, а имеющиеся на некоторых фигурках «ушки» могут быть результатом брака при отливке. Это исключает прямые аналогии с конскими наборами из Мартыновки и Преградной. Фигурки не имеют также отверстий и форм для заливки эмали.

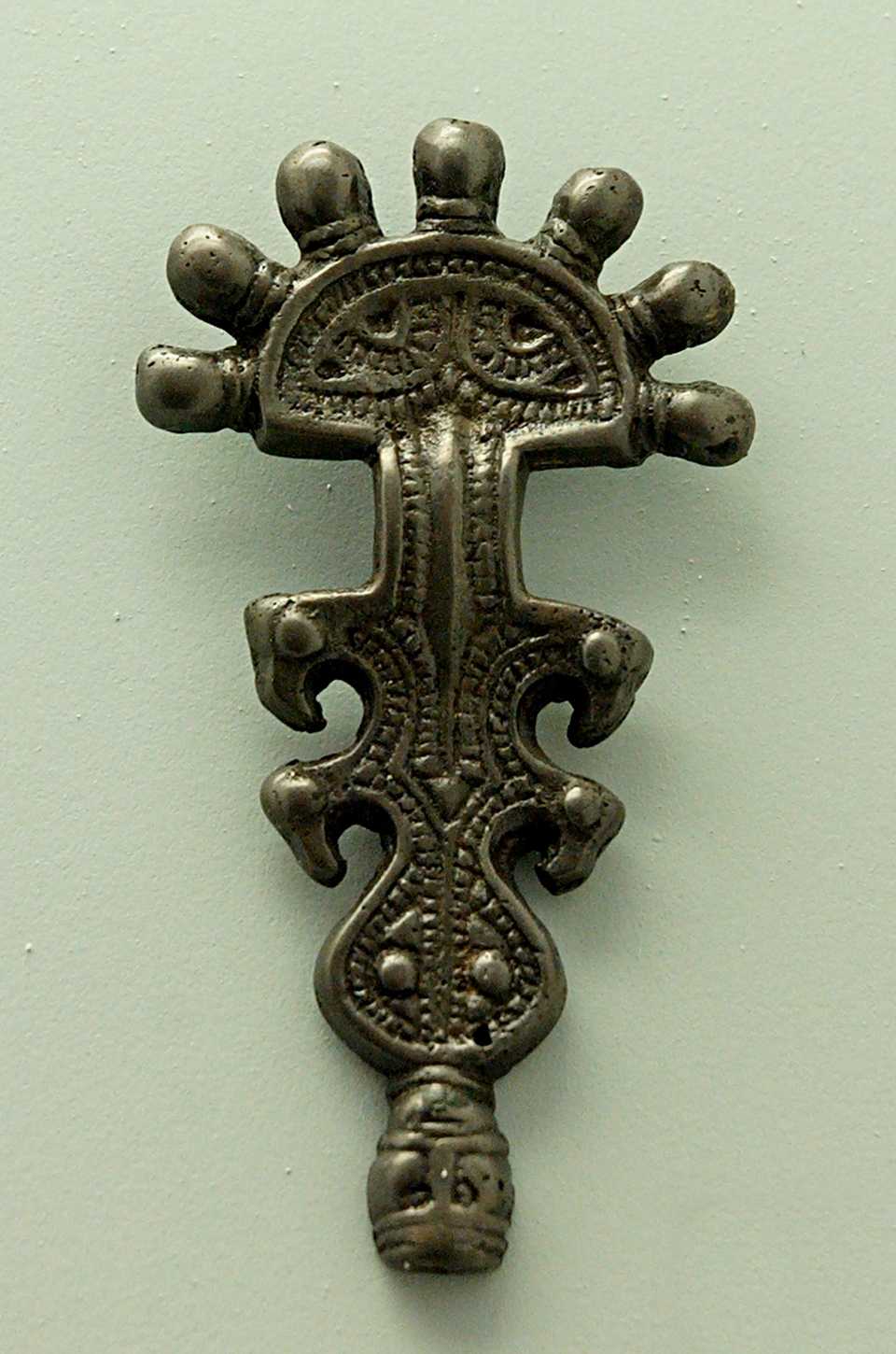
Пальчатая фибула антского типа

Назначение фигурок называется лишь предположительно. Исследователи Британского музея относят их к формам для создания конечных изделий. Российский археолог О. А. Щеглова считает, что коллекция — набор моделей, принадлежавших мастеру-торевту, то есть они использовались для изготовления тиснёных фигурок или декорирования других металлических поверхностей (например, посуды). Чаще всего для обозначения фигурок велестинского типа используется термин матрицы.
Курта и Шмониевский также считают, что велестинские фигурки являются моделями, а не конечной продукцией. Они ставят под вопрос мнение Вернера о том, что фигурки могли быть набором для "шаманских ритуалов". В свою очередь Н.Чаусидис ставит под вопрос вывод исследователей в связи с серийностью фигурок и различием материалов, из которого они сделаны.   
Если большинство исследователей склонны были считать, что фигурки использовались для иллюстрации славянской мифологии, то в работе Курта и Шмониевского вслед за обоснованными сомнениями ряда исследователей в языческом характере некоторых фигурок высказывается мнение о христианском характере образов и символов коллекции. Курта и Шмониевский называют в качестве образцов для фигурок библейские образы, изображения святых, ангелов, а также иллюстрации к басням Эзопа и изображения из "Физиолога". Считая, что у фигурок нет общего замысла и композиции, данные исследователи, тем не менее, указывают на христианский контекст и танцевальные мотивы изображений.     
Ряд атрибуций фигурок как персонажей христианского культа, сделанных Куртой и Шмониевским, Н.Чаусидис ставит под сомнение из-за их обнажённости или типичности для различных религий.      

## Состав коллекции
В каталоге Курты и Шмониевского учтено 88 предметов, из которых 47 - это фигурки животных, включая 20 - фантастических животных, 32 фигурки изображают людей, 11 предметов - это декоративные элементы. Многие изображения имеют полиморфный характер, сочетая черты людей и животных, различных птиц или различных животных. Часть фигурок симметрична, часть - ориентирована налево или направо. Ряд фигурок - это копии.

### Антропоморфные фигурки

#### Князь, небесный бог или серафим
Центральной фигуркой коллекции и главным божеством, по мнению большинства исследователей, является симметричная фигурка бородатого мужчины в расходящемся плаще или кафтане с солярными знаками на нём. Фигурка сопоставима с божествами, которые изображены, по мнению Б. А. Рыбакова, на антских фибулах. Признаком божественности и верховности изображаемого персонажа является также диадема на его голове.
Н. Чаусидис называет изображаемое божество небесным богом и сопоставляет с изображением иранского бога Зервана, идентифицируя со славянским богом Сварогом. С. В. Алексеев считает, что фигурка изображает славянского князя в образе божественного предка — бога Солнца (Дажьбога?).
Ф.Курта и Б.Шмониевский называют изображённого персонажа серафимом, считая декоративные элементы не плащом, а крыльями и глазами.
На фигурке из Принстонского университета после расчистки проявились детали диадемы - она имеет, в частности, изогнутый центральный венчик. Также более чётко стали видны руки божества, в которых он держит заострённый предмет и скипетр или меч. 

#### Воины
В коллекции имеются фигурки воинов: всадник с круглым щитом и саблей, на голове которого аварский шлем, обнажённый бородатый воин с топором в левой руке и круглым щитом в правой. Также всадник с копьём имеется в наборе фигурок, опубликованных Carlo Cecchelli в 1953 году. 
По мнению Н. Чаусидиса и А. В. Алексеева фаллическая фигурка воина с топором изображает славянского бога-громовержца Перуна. Ф.Курта и Б.Шмониевский называют обнажённого воина танцором с кроталами и бубном. Солярная символика щитов воинов дополняет солярные знаки главного божества. В связи с этим Д. М. Дудко идентифицирует воина с топором как Сварожича, а Н.Чаусидис называет Сварожичем, напротив, «солярного» всадника. 

#### Женские фигурки
Имеются в коллекции фигурки обнажённой женщины, которая держит младенца и гусли с изображением птицы, и женщины с поднятыми вверх руками в расшитом узором платье и птичьими крыльями, свисающими вниз. К женским фигуркам также относится фигурка Принстонского университета "Женщина в родах".
Н. Чаусидис считает, что первая фигурка изображает богиню-роженицу, которая держит на руках родившегося бога. Изображение гусель связывает эту фигурку, по мнению Н. Чаусидиса, с другой фигуркой, которая изображает эту женщину в зверином облике, с расчёсанными волосами и гуслями. По мнению исследователя, фигурки повествуют о том, как дикая русалка (вила, самодива) стала матерью божества, передав ему ряд диких звериных черт.
По поводу второй, крылатой, женской фигурки Н. Чаусидис говорит, что это небесное божество, а С. В. Алексеев пишет: «Устрашающая женская фигура в расшитой юбке, с крыльями и воздетыми когтистыми руками изображает богиню-мать в её гневном, губительном обличье». 
Ф.Курта и Б.Шмониевский называют первую фигурку рождением Иоанна Крестителя, а вторую фигурку - ангелом.

#### Человек с питьевым рогом
В двух публикациях встречается фигурка, изображающая мужчину, держащего в руках изогнутый рог, поднесённый ко рту. В коллекции Принстонского университета она называется "Человек с питьевым рогом", а в каталоге Курты и Шмониевского идентифицируется как человек с музыкальным инструментом типа boukinon. На фотографии Carlo Cecchelli 1953 года у данной фигурки имеются непропорционально большие уши, что действительно может связывать персонажа с музыкой.

#### Собакоголовый, или Святой Христофор
Среди полиморфных фигурок имеется изображение собакоголового или волкоголового человека с младенцем в правой руке и опущенным топором в левой руке. На фотографии 1953 года собачья голова заменена человеческой. По мнению Курты и Шмониевского это первое известное изображение св. Христофора с младенцем Христом в руках. Н.Чаусидис отмечает, что собакоголовые персонажи известны в различных мифологиях, что, в том числе, отражено и в топонимике Фессалии. Он связывает топор в руках собакоголового персонажа с топором на фигурке обнажённого воина. 

#### "Святые"
Парная фигурка, фронтально изображающая стоящих рядом друг с другом людей в длинных одеждах. Правые их руки приподняты, вероятно, в крестном знамении, в левых руках квадратные предметы со звёздами "в виде андреевского креста". Курта и Шмониевский считают, что данная фигурка изображает монахов с книгами. В коллекции Принстонского университета эта фигурка называется "Две женщины", видимо, исходя из наличия орнамента на нижней части одежд персонажей.

#### Прочие антропоморфные фигурки
В публикации 1953 года имеются также фигурки человека в молитвенной позе (симметричная) и мужчины с острым предметом в правой руке и двумя ушами на макушке. В каталоге 2019 года учтены также другие фигурки людей, включая людей, перемещающихся на фантастических животных.

### Зооморфные фигурки
В каталоге 2019 года насчитывается 47 зооморфных фигурок. По мнению исследователей, они могут иметь связь с персонажами славянской мифологии. Исследователи расходятся в идентификации изображаемых животных. Бесспорно на фигурках изображены петух, корова (или бык), олень и собака (волк) с поросёнком (или ягнёнком) в пасти.

#### Хищники
Среди фигурок имеются изображения хищников. Собака. Две фигурки со сценами терзания: изображение собаки (или волка) с поросёнком (ягнёнком) в пасти и хищника с ребёнком в зубах. Стилизованная лежащая собака или волк с крестом на крупе. Шагающий по звёздам лев (тигр) с человеческим лицом и крестом на бедре. Лежащий хищник (лев) с гривой, играющий на гуслях. Стилизованный лев с гривой мартыновского типа.  S-образный стилизованный хищник. "Большая кошка" из Британского музея. Чаще всего в роли хищников называются львы, тигры, гепарды.
Д. М. Дудко считает, как и Н. Чаусидис, что хищник с гуслями — это не лев с гривой, а волосатая женщина. О. А. Щеглова и другие археологи называют эту фигурку сфинксом с арфой.
Лежащего хищника с оскаленной пастью С. В. Алексеев считает волком.
Д. М. Дудко называет собаками хищников в сценах терзания ребёнка и поросёнка, связывая этот мотив с жертвоприношением.
Фигурку из фото-коллекции Британского музея С. В. Алексеев называет «лютым зверем», а Д. М. Дудко — львом.
Львом Д. М. Дудко считает также фигурку идущего хищника с крестом на бедре, подкрепляя эту версию древнерусскими изображениями львов с солярными знаками. Он проводит параллели с ближневосточной мифологией, где лев выступает как спутник Солнца. Иконография морды льва с крестом имеет параллели на бляхах с изображением лиц из погребений кочевников в Поднепровье (Новогригорьевка).
О. А. Щеглова выдвинула свою версию трактовки фигурок мартыновского типа. Она считает, что все фигурки связаны с распространённым в раннем средневековье изобразительным мотивом «Даниил со львами». Антский вариант композиции выглядит как фигурка «пляшущего человечка» анфас, окружённая двумя зеркально отражёнными фигурками хищников (львов). Вместе с тем, разнообразие фигурок «львов» в этом сюжете заставялет О. А. Щеглову называть хищников более общим термином «зверь лютый».

#### Птицы
В коллекции имеются две фигурки птиц: петух и утка с орлиным клювом. В славянской мифологии они тесно связаны с небесными божествами и, в частности, с Солнцем. Орлиные головы — это часто встречающийся элемент антских фибул. Ещё одна небольшая птица изображена на гуслях женщины с младенцем (не исключено, что это — соловей). Птицы, вероятно, также изображены на руке и месяцевидном декоре.

#### Травоядные животные
На трёх фигурках изображены нехищные животные: шагающий олень с большими рогами, лежащая корова с поджатыми конечностями и лошадь с козлиными копытами и рогами в виде полумесяца, которую С. В. Алексеев и Д. М. Дудко также называют «коровой». Вероятно, все эти образы символизируют небо, о чём есть убедительные фольклорные свидетельства.

#### Водные обитатели
Две фигурки связаны с водной стихией. Первую продолговатую фигурку Д. М. Дудко называет рыбой. Вторую со змеевидным хвостом и хвостовым плавником — морским львом. Данное определение разделяет большинство авторов, иногода называя её "морским монстром". Вторая фигурка имеет декоративный элемент в виде горизонтального трезубца. Её также отличают значительные размеры.

### Декоративные и стилизованные предметы

#### «Дракон»
Особняком стоит небольшая симметричная фигурка, изображающая двух- или трёхголового хищника, из-за которого выглядывает антропоморфная круглая голова. Н. Чаусидис сопоставляет фигурку с декоративным двухголовым змеевидным существом, изображённом на фигурке из Хорватии, а человеческое лицо называет «ликом небесного бога», указывая на аналогию из Хорватии (солярная бляха с изображением лица, схожая бляха также происходит из Венгрии). Интерпретаторы коллекции ввиду сложности отождествления фигурки дали ей название «дракона», сопоставив с героем мифологии, путешествующим по небу на Змее Горыныче.

#### Рука
Среди предметов, относящихся к Велестинскому кладу, имеются две копии руки в перстнях и с браслетами, декорированные также изображениями животных, птиц, змей и людей. Назначение данного предмета может быть культово-религиозным, но Ф.Курта и Б.Шмониевский оспаривают славянское и языческое происхождение данного культа, как это считает Н.Чаусидис. 

#### Полумесяц с крестом
Декоративная деталь, на которой изображён крест с расходящимися концами в окружении двух пар (или пяти) животных или птиц, обращённых к кресту.

#### Прочие декоративные предметы
В коллекции имеются пластины с линейным орнаментом, а также диски с солярным орнаментом и один - с личиной. Эти декоративные элементы имеют аналогии в коллекции из Бискупие. 

## Знаки на фигурках из Велестино
Д. М. Дудко увидел на фигурках коллекции руноподобные знаки и буквы, например, он различил надпись "моур" на диадеме главного божества. Однако ни одно из его предположений не подтверждено объективными данными.
Бесспорным является наличие знаков креста на ряде фигурок. На фигурке шагающего льва имеется христианский крест с расходящимися концами, повёрнутый относительно оси, из-за чего он напоминает «косой крест». Д. М. Дудко интерпретировал этот знак как солярный символ. Аналогичный крест виден на крупе коня всадника с саблей на фотоснимке 1953 года. На копии фигурки, проданной на антикварном рынке в 2005 году, также имеется крест на крупе коня, а также на щите. Крест в виде свастики имеется также на крупе лежащего стилизованного хищника. Н.Чаусидис в связи с этим ставит под сомнение христианский характер крестов коллекции. Символика косого креста и свастики известна на венчике из Гапоновского клада, а также на других вещах пеньковской культуры.
Помимо креста на фигурке льва имеется две многоконечных звезды между лап. Звёзды также изображены в руках пары святых.
Аллюзии с буквами возникают при анализе орнамента на телах фигурок двух хищников: они декорированы S-образным и W-образным орнаментом. Аналогичный W-образный орнамент приводит Н. Чаусидис на фигурке коня из Хорватии.
Возможно символический характер имеют декоративные элементы на платье женщины-птицы, на теле «морского льва», на шее собаки с поросёнком и штриховка в виде стрелы на груди воина с топором.

## Связь велестинской коллекции с письменными источниками
Для атрибуции велестинской коллекции необходимо доказать, что она соответствует мифологии славян VI—VII веков. Прокопий Кесарийский в середине VI века описал религию славян:

Они считают, что один из богов, творец молнии, является владыкой над всеми, и ему приносят в жертву быков и совершают другие священные обряды… Они почитают реки, и нимф, и всякие другие божества, приносят жертвы всем им и при помощи этих жертв производят и гадания.— Прокопий Кесарийский. Война с готами. Книга VII (книга III Войны с готами)
Считается, что в этой цитате упомянут Перун, изображённый в велестинской коллекции. Также в коллекции имеется изображение коровы (молодого жертвенного быка?). Наличие в коллекции водных существ и русалок, также подтверждает слова Прокопия.
Во первой трети VII века писал византийский автор Феофилакт Симокатта, он описал случай, произошедший в 591 году:

На следующий день телохранителями императора были захвачены три человека, родом славяне, не имевшие при себе ничего железного и никакого оружия: единственной их ношей были кифары, и ничего другого они не несли… Они отвечали, что по племени они славяне и живут у оконечности Западного океана; что хаган отправил послов вплоть до тамошних [племен], чтобы собрать воинские силы, и прельщал старейшин богатыми дарами. Но те, приняв дары, отказали ему в союзе, уверяя, что препятствием для них служит длительность пути, и послали к хагану их, захваченных [императором], с извинениями: ведь дорога занимает пятнадцать месяцев… А кифары они, мол, несут потому, что не обучены носить на теле оружие: ведь их страна не знает железа, что делает их жизнь мирной и невозмутимой…
Эти события многие историки ставят под сомнение, однако в отрывке встречается описание кифар — славянских гусель, которые изображены на двух фигурках из Велестино. Кроме того, упоминается о переселении славян с севера (с берегов Балтийского моря?) на византийские земли через аварские владения. Именно аварское оружие изображено на фигурках из велестинской коллекции.
Самым близким, по мнению С. В. Алексеева, описанием велестинского пантеона являются сведения «Жития святого Панкратия» (VIII в.), в котором рассказывается со слов захваченных на Балканском полуострове «аваров», промышлявших морским пиратством, о языческих верованиях. Описанные «авары» почитали «в качестве богов изображения всех видов четвероногих, огонь, воду и наши мечи». У них будто бы имелся «храм» с этими «изображениями». «Знаменитейших из богов» «авары» брали с собой в сражение. «Чтобы они могли сражаться за нас, — объясняли они, — и ставили их впереди себя».
Титмар Мерзебургский (рубеж X—XI вв.) описывая западнославянский город Ридегост рассказывает об изображении богов и надписях имён на них, что подтверждает наличие традиции изображения богов и письменности у языческих священнослужителей:

«… В городе нет ничего, кроме искусно сооружённого из дерева святилища, основанием которого служат рога различных животных. Снаружи, как это можно видеть, стены его украшают искусно вырезанные изображения различных богов и богинь. Внутри же стоят изготовленные вручную идолы, каждый с вырезанным именем, обряженные в шлемы и латы, что придаёт им страшный вид. Главный из них зовётся Сварожич (Zuarasici); все язычники уважают и почитают его больше, чем остальных» Титмар VI, 23-25